# Laakso
Laakso är även det finska namnet för stadsdelen Dal i Helsingfors.
Laakso är ett svenskt popband som består av Markus Krunegård (sång, gitarr, piano), David Nygård (trombon, synthesizer, trumpet), Lars Skoglund (trummor, piano, percussion) och Mikael Fritz (bas).
Flera av bandmedlemmarna har sverigefinsk eller tornedalsk bakgrund och namnet Laakso är finska/meänkieli för dal och syftar på Tornedalen. Bandets låtar är i huvudsak på engelska, men albumet Mämmilärock och låten Loista Laakso från deras debutalbum I miss you, I'm pregnant är på finska.
Flera av Laaksos låtar har spelats mycket i P3, bland annat Demon och High Drama. Bandet turnerade flitigt innan flera av medlemmarna gjorde olika andra projekt. 2008, mitt under Markus Krunegårds egna soloturné, gjorde bandet en spelning på Popaganda.
Samtliga av bandets skivor har producerats av Jari Haapalainen. Long Beach och I miss you I'm pregnant släpptes på Adrian Recordings, medan High Drama och My Gods gavs ut på skivbolaget V2 Music.
Bandet gjorde comeback 2015 med en spelning på festivalen Popaganda i Stockholm. Den 22 april året efter släpptes deras femte fullängdsalbum Grateful Dead.

## Diskografi
- Studioalbum
  - I Miss You I'm Pregnant, 3 mars 2003, Adrian recordings
  - My Gods, 21 september 2005, V2 Music
  - Mother am I Good looking?, 18 april 2007, V2 Music
  - Mämmilärock, 18 april 2007, BALE
  - Grateful Dead, 22 april 2016 , Adrian recordings
- EP
  - Long Beach EP 17 februari 2003, Adrian recordings
  - Aussie Girl EP, 3 mars 2004, Adrian recordings
  - High Drama EP, 6 augusti 2005, V2 Music
  - Västerbron & Vampires, 10 oktober 2007, V2 Music
- Samlingsalbum
  - Oh No It's Christmas Vol. 1 (med låten "Merry Christmas"), 15 november 2006
- Singlar
  - "Demon", 22 december 2003
  - "Laakso", 3 juni 2004
  - "In My Blood", 2005
  - "Italy vs Helsinki (med Peter Jöback)", 25 april 2007
  - "Drop Out" (släpptes enbart digitalt)
  - "Hurrin hurjaa elämää"
  - "Time of My Life", 25 augusti 2015
  - "So Happy, So Sad", 2016
  - "Fall Down", 2016